# 199-й учебный центр (Украина)
199-й учебный центр — единственный в Украине учебный центр, предназначенный для подготовки, переподготовки и повышения квалификации личного состава для воинских частей и подразделений десантно-штурмовых войск Вооруженных сил Украины . Учебному центру подчинен 37-й общевойсковой полигон в с. Перлявка .

## История создания
199-й учебный центр сформирован в мае 2015 года, в соответствии с общей директивой Министерства обороны Украины и Генеральным штабом Вооруженных Сил Украины от 14.02.2015 № Д-322/1/5дск «О проведении дополнительных организационных мероприятий в Вооруженных Силах Украины в 2015 году» и приказа Командующего Высокомобильными десантными войсками Вооруженных сил Украины от 16.02.2015 года № 47дск «О проведении дополнительных организационных мероприятий в Высокомобильных десантных войсках Вооруженных Сил Украины в 2015 году», на базе 240 Центра подготовки подразделений 8 армейского корпуса Сухопутных войск Вооруженных Сил Украины с пунктом постоянной дислокации город Житомир .
С марта по ноябрь 2016 личный состав ВТГр от 199-го учебного центра выполнял боевое задание в промышленной зоне г. Авдеевки . 18 мая 2016-го погиб после полудня от пули вражеского снайпера в промзоне Авдеевки младший сержант 199-го центра Радислав Атишев .
28 сентября 2016 около 21.00 от пули снайпера, во время обстрела в промзоне города Авдеевка (Донецкой области) погиб сержант Руслан Пивень. С ноября 2016 по март 2017 личный состав ВТГр выполнял задачи в составе частей ДШВ вблизи г. Торецк. 11 ноября 2016 около 07.00 от минно-осколочного ранения, взорвавшись на фугасе в 350 метрах от взводного опорного пункта, во время разведки в районе города Торецк (Донецкой области) погиб сержант Александр Оцабера.
С момента своего создания до сих пор около 15 000 военнослужащих прошли обучение и переподготовку на базе учебного центра.
06 декабря 2021 года 199-му учебному центру вручены боевое знамя и грамоты Президента Украины.
Весь инструкторско-преподавательский состав учебного центра принимал участие в боевых действиях на Востоке и продолжает выполнять служебные обязанности по защите территориальной целостности Украины во время полномасштабного вторжения России с 24 февраля 2022 года, в том числе боевые задания в Киевской, Житомирской, Харьковской, Херсонской, Николаевской областей.

## Руководство
- (2015)- 26.05.2017) подполковник Щербина Святослав[4]
- (26.05.2017- 04.05.2020) полковник Гурин Сергей Геннадиевич
- (24.04.2020 −10.03.2022) полковник Грицев Виталий Игоревич
- (10.03.2022 — по т.ч.) полковник Купинский Александр Евгеньевич

Заместители
- (2016) подполковник Кузьминых Олег Владимирович[5]
- (27.08.2016 — 04.10.2018) подполковник Репа Руслан Анатольевич
- (04.10.2018 — 05.09.2019) подполковник Заиц Святослав Анатольевич
- (07.05.2020 — 10.03.2022) полковник Купинский Александр Евгеньевич
- (03.06.2022 — по т.ч.) полковник Шныр Иван Васильевич

## Потери
- младший сержант Атишев Радислав Александрович, 18 мая 2016 года
- сержант Пивень Руслан Витальевич, 28 сентября 2016 года
- сержант Оцабера Александр Аркадьевич ,11 ноября 2016 года
- старший сержант Гетманенко Степан Борисович, 25 февраля 2022 года
- лейтенант Цымбаленко Владимир Сергеевич, 25 февраля 2022 года
- солдат Андрейчук Владимир Алексеевич, 06 марта 2022 года
- солдат Павлов Александр Петрович, 08 марта 2022 года
- старший сержант Залужный Юрий Васильевич, 08 марта 2022 года
- сержант Полторакин Андрей Васильевич, 08 марта 2022 года
- старший солдат Костюк Владимир Юрьевич, 20 марта 2022 года
- солдат Пустовгар Антон Сергеевич, 25 июня 2022 года